# Manuel Inácio de Andrade
Manuel Inácio de Andrade Souto Maior Pinto Coelho, Marqués de Itanhaém (Marapicu, 5 de mayo de 1782 - Río de Janeiro, 17 de agosto de 1867) fue un militar, propietario rural y político brasileño.
Manuel Inácio fue hecho Barón de Itanhaém tanto por Portugal como por Brasil. Recibió primero el título de Juan VI por decreto del 3 de mayo de 1819. Luego por Pedro I, por decreto de 1 de diciembre de 1822, en gratitud a su lealtad al Imperio. En 1822, sirvió como alférez mayor en la coronación de Pedro I y, en 1824, ejerció la misma función en el juramento de la Constitución Imperial. Por sus servicios, el 12 de octubre de 1826 fue hecho Marqués de Itanhaém.
Cuando José Bonifácio fue apresado en 1834, el marqués lo sustituyó como tutor del joven heredero al trono Pedro de Alcántara que tenía entonces sólo ocho años de edad. Como tutor del emperador - oficialmente "encargado de la tutela de Su Majestad Imperial y de Sus Augustas Hermanas" - residía en el Palacio de San Cristóbal.
Con la coronación de Pedro II, recibió el grado de Gran Cruz de la Imperial Orden de Cristo.
En 1844 fue elegido Senador por la provincia de Minas Gerais, cargo que ocupó hasta su muerte. Fue miembro del Instituto Histórico y Geográfico Brasileño.